# Licaria excelsa
Licaria excelsa är en lagerväxtart som beskrevs av André Joseph Guillaume Henri Kostermans. Licaria excelsa ingår i släktet Licaria och familjen lagerväxter. Inga underarter finns listade i Catalogue of Life.